# ليزا ويل
ليزا ويل (بالإنجليزية: Liza Weil)‏ (مواليد 5 يونيو 1977 في نيوجيرسي)، هي ممثلة أمريكية بدأت مسيرتها الفنية سنة 1993. اشتهرت بدور باريس في المسلسل التلفزيوني بنات غيلمور، وكذلك مسلسل غيلمور غيلز: سنة في العمر.

## أعمالها
- يير أوف ذا دوج (2007)

### المسلسلات
- الجناح الغربي (2000)
- إي آر (2000 - 2002)
- بنات غيلمور (2000 - 2007)
- القانون والنظام: الوحدة الخاصة للضحايا (2001)
- سي اس آي: التحقيق في موقع الجريمة (2009)
- غريز أناتومي (2009)
- أي أحد سواي (2010)
- فضيحة (2012)
- كيف تفلت بجريمة قتل (2014 - حتى الآن)
- غيلمور غيلز: سنة في العمر (2016)
- برنامج الليلة بطولة جيمي فالون (2016)

## وصلات خارجية
- ليزا ويل على موقع IMDb (الإنجليزية)
- ليزا ويل على موقع روتن توميتوز (الإنجليزية)
- ليزا ويل على موقع ألو سيني (الفرنسية)
- ليزا ويل على موقع أول موفي (الإنجليزية)
- ليزا ويل على موقع قاعدة بيانات الأفلام السويدية (السويدية)
- ليزا ويل على موقع إن إن دي بي (الإنجليزية)
- ليزا ويل على موقع قاعدة بيانات الفيلم (الإنجليزية)
- ليزا ويل على موقع كينوبويسك (الروسية)